# Баничан
Баничан (болг. Баничан) — село в Благоевградской области Болгарии. Входит в состав общины Гоце-Делчев. Находится примерно в 5 км к северу от центра города Гоце-Делчев и примерно в 69 км к юго-востоку от центра города Благоевград. По данным переписи населения 2011 года, в селе  проживало 611 человек.

## Население
| Год     | 1934 | 1946 | 1956 | 1965 | 1975 | 1985 | 1992 | 2001 | 2011 |
| ------- | ---- | ---- | ---- | ---- | ---- | ---- | ---- | ---- | ---- |
| Жителей | 509  | 648  | 668  | 632  | 769  | 802  | 792  | 706  | 611  |

| Национальность  | Человек | Процент |
| --------------- | ------- | ------- |
| болгары         | 560     | 94,12%  |
| турки           | 0       | 0%      |
| цыгане          | 19      | 3,19%   |
| другие          | 13      | 2,18%   |
| не определились | 0       | 0%      |
| Всего ответов   | 595     |         |

|  |